# Lordi
Lordi từng là ban nhạc rock thành lập tại Helsinki, Phần Lan

### Thành viên
- Tomi "Mr. Lordi" Putaansuu (1996-)
- Hiisi (2019-)
- Mana (2012-)
- Hella (2012-)

### Thành viên cũ
- Sami "G-stealer" Keinänen (1996-1999)
- Sami "Magnum" Wolking (1999-2002)
- Niko "Kalma" Hurme (2002-2005)
- Erna "Enary" Siikavirta (1996-2005)
- Sampsa "Kita" Astala (2000-2010)
- Tonmi "Otus" Lillman (2010-2012)
- Leena "Awa" Peisa (2005-2012)
- Samer "OX" el Nahhal (2005-2019)
- Jussi "Amen" Sydänmaa (1996-2022)

## Các thành tựu của

### Các Album
- 2002 - Get Heavy
- 2004 - The Monsterican Dream
- 2005 - The Monster Show
- 2006 - The Arockalypse
- 2008 - Deadache
- 2009 - Zombilation – The Greatest Cuts
- 2010 - Babez for Breakfast
- 2012 - Scarchives Vol. 1
- 2013 - To Beast or Not To Beast
- 2014 - Scare Force One
- 2016 - Monstereophonic – Theaterror vs. Demonarchy
- 2018 - Sexorcism
- 2020 - Killection
- 2021 - Lodiversity